# Egg an der Günz
Egg an der Günz é um município da Alemanha, situado no distrito de Baixa Algóvia, no estado da Baviera. Tem 20,65 km² de área, e sua população em 2019 foi estimada em 1.176 habitantes.